# نرام سين الآشوري

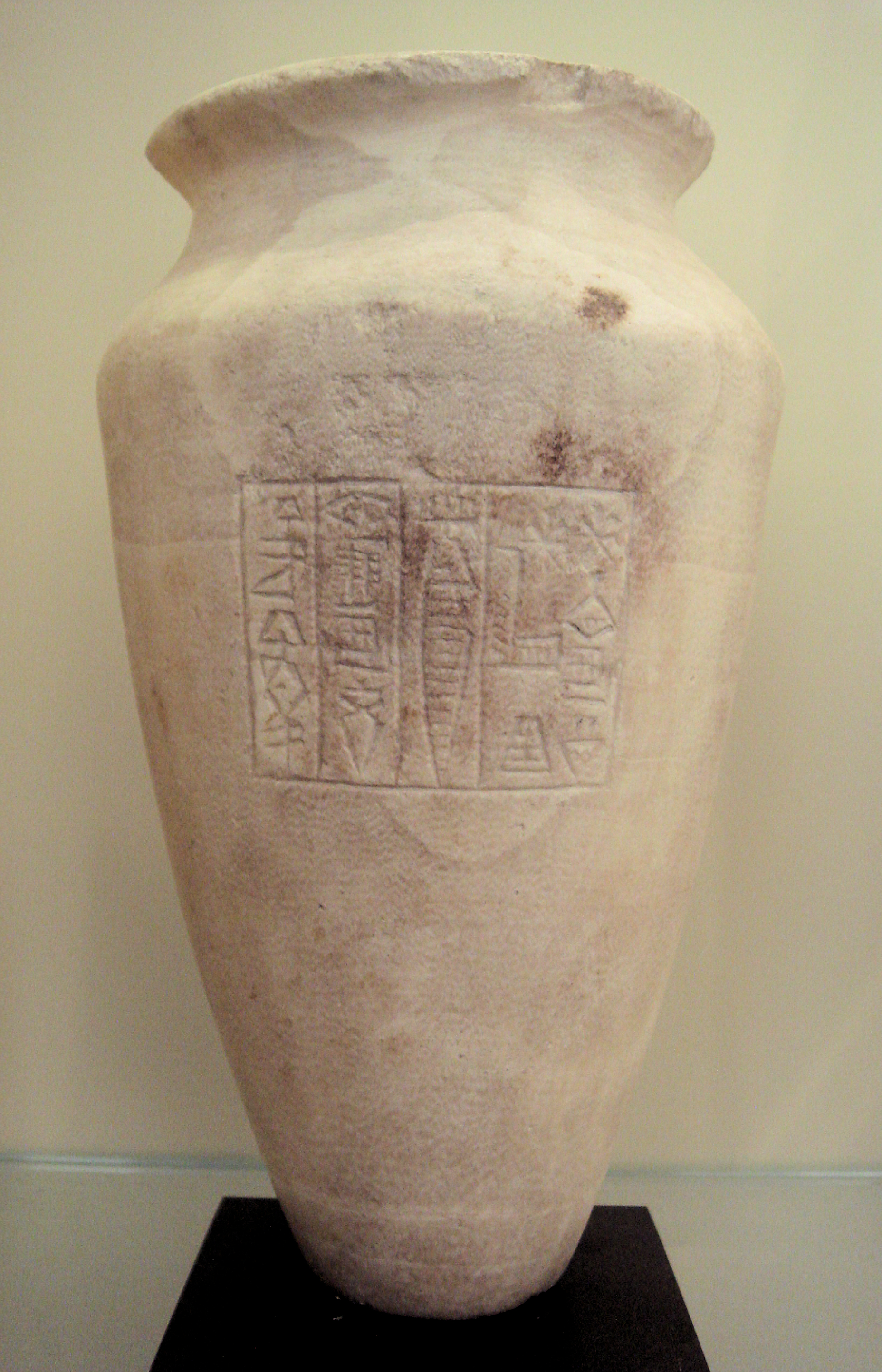
مزهرية باسم نارام سين ملك المنطقة الأربع، من الحجر الجيري، حوالي عام 2250 قبل الميلاد

نرام سين وكان يسمى أيضاً نرام سويم هو ملك آشور من سنة 1872 حتى سنة 1828 ق م، هو الملك ال37 حسب قائمة ملوك آشور.